# Паладин (роман)
«Паладин» (англ. The Paladin) — фентезійний роман американської письменниці Керолайн Черрі, виданий 1988 року. Вийшов у видавництві Baen Books, номінований на найкращий фентезійний роман премії «Локус» 1989 року. У книзі відсутні магічні факти чи надприродні явища, вважається прикладом низького фентазі. Події в романі розгортаються у вигаданій країні за зразком Китаю династії Тан.

## Сюжет
Лорда Сокендара, майстера імператорського меча та соратника імператора, зраджують, помилково звинувачується у змові з його дитячим коханням леді Мейї, тепер дружини імператора. Мейя мертва, а ворожі сили маніпулюють регентом імператора. Поранений, зневірений та відрізаний від своїх прихильників, Сокендар біжить за кордон.
У зробленій власноруч хибарці високо в горах Сокендар доживає свої дні самотнім калікою, у компанії свого бойового коня Джиро сумує на одинці зі своїм вірним бойовим товарише, в той час, як імперія кровотичить від розбійників-воєначальників, які почергово змінюють один одного на посаді регента Імператора. Лише поодинокі вбивці, відправлені регентом, заважають спокійно доживати останні дні.
Тайзу, дівчина з Хуа, знаходить Сокендара та вимагає, щоб він навчив її мистецтвом володіння меча, щоб помститися за страждання свого народу. Попри найкращі аргументи та наполегливі зусилля, щоб відмовити Тайзу від цієї затії, вона змушує старого воєначальника прийняти її за ученицею. Шока, як Сокендар бажає, щоб його називали свої друзі, захоплюється дівчиною.
У процесі навчання дівчини та підтримки її місії, вони вплутуються у справи імперії, стаючи натхненниками повстання, яке рятує імператора та його вірних людей від його ж регентів та рук воєначальників.